# Torrella (kommunhuvudort)
Torrella är en kommunhuvudort i Spanien.   Den ligger i provinsen Província de València och regionen Valencia, i den östra delen av landet, 300 km sydost om huvudstaden Madrid. Torrella ligger 128 meter över havet och antalet invånare är 166.
Terrängen runt Torrella är kuperad åt sydväst, men åt nordost är den platt. Runt Torrella är det tätbefolkat, med 369 invånare per kvadratkilometer. Närmaste större samhälle är Ontinyent, 18,4 km söder om Torrella. Trakten runt Torrella består till största delen av jordbruksmark.